# C7orf77
C7orf77 (англ. Chromosome 7 open reading frame 77) – білок, який кодується однойменним геном, розташованим у людей на 7-й хромосомі. Довжина поліпептидного ланцюга білка становить 90 амінокислот, а молекулярна маса — 10 046.
| 10         |  | 20         |  | 30         |  | 40         |  | 50         |
| ---------- |  | ---------- |  | ---------- |  | ---------- |  | ---------- |
| MGAERVCTKA |  | PEITQDEAEI |  | YSLTNMEGNI |  | GIKGCEFKSW |  | LFKFYQARSQ |
| VLLCGEVKNP |  | YLLTSNKTTV |  | KEQNACLTHP |  | DRSAMAGLLL |  |            |

A: Аланін

C: Цистеїн

D: Аспарагінова кислота

E: Глутамінова кислота

F: Фенілаланін

G: Гліцин

H: Гістидин

I: Ізолейцин

K: Лізин

L: Лейцин

M: Метіонін

N: Аспарагін

P: Пролін

Q: Глутамін

R: Аргінін

S: Серин

T: Треонін

V: Валін

W: Триптофан